# Stereo Total
Stereo Total byla francouzsko-německá hudební skupina z Berlína, jíž tvořila Françoise Cactusová, rodným jménem Françoise Van Hoveová, bývalá (spolu)vedoucí západoberlínské kapely Les Lolitas, a Brezel Göring aka Friedrich von Finsterwalde, rodným jménem Friedrich Ziegler, bývalý člen kapel Haunted Henschel a Sigmund Freud Experience.
Cactusová i Göring zpívali a hráli na více nástrojů. Při vystupování v páru Cactusová často hrála na bicí, zatímco Göring na kytaru a syntezátor; jindy však kapela na turné přibrala další hudebníky, jako například Angie Reedovou.
Jejich raná kariéra byla spojena s berlínskou scénou, často podporovali DJský tým Le Hammond Inferno, který založil vydavatelství Bungalow Records a zastupoval Stereo Total s jejich labelem. Skupina se stala nejúspěšnějším počinem Bungalow Records a našla si publikum nejen v Berlíně, ale také po celé Evropě a nakonec i v Japonsku, Brazílii a USA.
Françoise Cactusová zemřela na rakovinu dne 17. února 2021 ve věku 57 let.

## Hudební styl
Jejich hudba je hravá, divoce eklektická směs synthpopu, nové vlny, elektroniky a pop music. Dominantním prvkem v jejich kompozicích typu cut and paste je retro-hip, evropský styl 60. let s odkazy na psych a garage-rock a také na francouzský pop 60. let v duchu Françoise Hardyové, Jacquese Dutronca, France Gallové a Brigitte Bardotové. Některé z jejich nejznámějších skladeb jsou kýčovité lo-fi coververze slavných popových, rockových a soulových písní, jako je jejich trashová verze elektrorapového hitu Salt-N-Pepa „Push It“. 
Duo zpívalo primárně v němčině, francouzštině a angličtině, ale někdy i v jiných jazycích, jako je japonština, španělština a turečtina. Kapela hrála převzaté písně od: Sylvie Vartan, Françoise Hardy, Brigitte Bardot, Brigitte Fontaine, Serge Gainsbourg, Johnny Hallyday, The Velvet Underground, Nico, The Rolling Stones, The Beatles, Harpo, Pizzicato Five, Hot Chocolate, Die Tödliche Doris, Nina Hagen, KC and the Sunshine Band a Marjo (Corbeau).

## Skladby, použité v reklamě
„I Love You, Ono“, přejmenovaná cover verze písně „I Love You, Oh No!“ japonské novovlné skupiny Plastics z jejich alba My Melody, byla v červnu 2005 použita společností Sony v evropské reklamě na Handycam. V roce 2009 byla píseň použita v reklamě společnosti Dell pro Studio 15. V roce 2012 ji použil i Dior Addict v reklamách pro Velkou Británii a Španělsko.
Další z jejich písní, „L'Amour à trois“ (francouzská verze písně „Liebe zu Dritt“), byla na podzim roku 2005 použita v reklamě na 3G telefony ve Švédsku, dále španělskou televizí Cuatro a objevila se i v nezávislém argentinském filmu Glue.
Jejich píseň „Cannibale“ byla zahrnuta do konzolové hry Dance Dance Revolution ULTRAMIX 4, vydané v listopadu 2006. Píseň „Megaflittchen“ byla použita v reklamě estonského mobilního operátora EMT.
„Aua“ z alba Monokini použil Adam Curtis v upoutávkách a závěrečných titulcích k dokumentárnímu seriálu BBC Two All Watched Over by Machines of Loving Grace.

## Diskografie

### Studiová alba
- 1995 · Oh Ah!
- 1997 · Monokini
- 1998 · Juke-Box Alarm
- 1999 · My Melody
- 2001 · Musique Automatique
- 2005 · Do the Bambi
- 2007 · Paris-Berlin
- 2010 · Baby ouh!
- 2012 · Cactus versus Brezel
- 2016 · Les Hormones
- 2019 · Ah! Quel Cinéma!

### Kompilace
- 1998 · Stereo Total
- 2000 · Total Pop
- 2002 · Trésors cachés [Hidden Treasures] [k dispozici zdarma na jejich webových stránkách]
- 2003 · Party Anticonformiste
- 2007 · Party Anticonformiste (The Bungalow Years)
- 2008 · Grandes Exitos
- 2009 · No Controles
- 2009 · Carte postale de Montréal
- 2015 · Yéyé Existentialiste

### Soundtracková alba
- 2011 · Underwater Love (Onna no kappa) (Shinji Imaoka)
- 2014 · Ruined Heart: Another Lovestory Between a Criminal & a Whore (Pusong wasak) (Khavn De La Cruz)

### Remixové album
- 2006 · Discotheque